# Detmar
Detmar (eller Detmar från Lübeck), död ca. 1395, var en lybsk krönikeskrivare som började skriva sin krönika på 1380-talet. Från början kallades han Dietmarus Gusterbeke barvotus, "barfota", eftersom han som franciskanermunk skulle gå utan skor. Detmar efterföljdes av stadskrönikören Hermann Korner och en viss präst från hansestaden Bremen kallad Presbyter Bremensis.
Den lärde munken Detmar tillfrågades av rådmännen i Lübeck om denne inte kunde fortsätta att skriva vidare på den lybska stadskrönikan som slutade med år 1349. Detmar grep sig an med uppgiften och skrev först en sammanhängande historik om åren 1150-1386 och fortsatte senare denna till 1395. Detmar använde skriftliga källor och var mycket insatt i de nordiska rikenas historia, eftersom Hansan var intresserad av Skånemarknaden och handeln på Bergen. 
Detmar förhåller sig mycket positiv till kung Albrekt av Mecklenburg. 